# Ploiaria denticauda
Ploiaria denticauda är en insektsart som beskrevs av Mcatee och Malloch 1925. Ploiaria denticauda ingår i släktet Ploiaria och familjen rovskinnbaggar. Inga underarter finns listade i Catalogue of Life.